# 郑荫
郑荫（1906年3月—1989年2月），广东中山人，物理学专业三级教授。

## 生平
毕业于国立中山大学，随后留校任教。
1952年中国高校院系调整时调入华南工学院（现华南理工大学），获评定为三级教授。在校期间主要教授物理理论、统计物理学等。
1956年3月，民盟华南工学院支部成立，郑萌任文教委员、小组长，次年改任支部组织委员。
1961年4月任物理系主任，党支书、中共华南工学院委员会委员。
1978年7月27日，学院教职工大会，为在“文化大革命” 中遭受打击 迫害的罗明燏、郑荫等8人平反昭雪, 恢复名誉。

## 著作
- 《普通物理学实验》[4]
- 《热原理》[1]